# Florideophyceae
Florideophyceae, razred crvenih algi iz poddivizije Eurhodophytina. Postoji 7152 vrste u pet podrazreda podijeljenih u niz redova

## Opis
Taliji višestanični, uglavnom nitasti i razgranati, često ujedinjeni da tvore pseudoparenhimatozne strukture, cilindrični, stisnuti ili lisnati, prvenstveno rastu iz apikalnih meristema; stanice jedno- ili višejezgrene, povezane jamičastim vezama; čep za punjenje jamičastih veza gol ili povezan s 1 ili 2 sloja poklopca i/ili membrane poklopca; životni ciklus primarno trofazni, izomorfni ili heteromorfni slobodnoživući diploidni tetrasporofiti i haploidni gametofiti, s potpuno ili poluparazitskim karposporofitima ovisnim o ženskim gametofitima; gametofiti jednodomni ili dvodomni, razmnožavanje oogamno s muškim spolnim stanicama koje nisu bičevi (spermacije), diferencirana nit (karpogonijalna grana) koja tvori terminalnu jajnu stanicu (karpogonij) s izduženim nastavkom (trihogin), oplodnja spajanjem spermija u trihogin; diploidno karposporofitno tkivo (gonimoblast) nastalo iz oplođenog karpogonija ili specijalizirane stanice (pomoćna stanica) koja prima diploidnu jezgru izravno ili neizravno iz oplođenog karpogonija; terminalne stanice ili većina stanica gonimoblasta postaju karposporangije; karpospore se razvijaju u diploidne tetrasporofite, koji obično tvore tetrasporangije, u kojima nastaje tetrada mejotičkih tetraspora i podijeljena je zonalno, križno ili tetraedarski. Varijacija u tipičnom životnom ciklusu s proizvodnjom haploidnih gametofita somatskom mejozom iz diploidnog sporofita prisutna je kod pripadnika slatkovodnih redova crvenih algi Batrachospermales i Thoreales.

## Podrazredi
1. Subclassis Ahnfeltiophycidae G.W.Saunders & Hommersand 11
  1. Ordo Ahnfeltiales Maggs & Pueschel	10
  2. Ordo Pihiellales Huisman, Sherwood & I.A.Abbott	1
2. Subclassis Corallinophycidae Le Gall & G.W.Saunders	956
  1. Ordo Corallinales P.C.Silva & H.W.Johansen	623
  2. Ordo Corallinapetrales S.Y.Jeong, W.A.Nelson, B.Y.Won & T.O.Cho	2
  3. Ordo Corallinophycidae ord. incertae sedis 5
  4. Ordo Hapalidiales W.A.Nelson, J.E.Sutherland, T.J.Farr & H.S. Yoon	235
  5. Ordo Rhodogorgonales S.Fredericq, J.N.Norris & C.Pueschel	27
  6. Ordo Sporolithales Le Gall & G.W.Saunders	64
3. Subclassis Hildenbrandiophycidae G.W.Saunders & Hommersand	19
  1. Ordo Hildenbrandiales Pueschel & K.M.Cole	19
4. Subclassis Nemaliophycidae T.Christensen	889
  1. Ordo Acrochaetiales Feldmann	210
  2. Ordo Balbianiales R.G.Sheath & K.M.Müller	2
  3. Ordo Balliales H.-G.Choi, G.T.Kraft, & G.W.Saunders	6
  4. Ordo Batrachospermales Pueschel & K.M.Cole	256
  5. Ordo Colaconematales J.T.Harper & G.W.Saunders	52
  6. Ordo Corynodactylales G.W.Saunders, Wadland, Salomaki & C.E.Lane	1
  7. Ordo Entwisleiales F.J.Scott, G.W.Saunders & Kraft	1
  8. Ordo Nemaliales F.Schmitz	288
  9. Ordo Ottiales K.P.Fang, F.R.Nan & S.L.Xie	2
  10. Ordo Palmariales Guiry & D.E.G.Irvine	53
  11. Ordo Rhodachlyales G.W.Saunders, S.L.Clayden, J.L.Scott, K.A.West, U.Karsten & J.A.West	3
  12. Ordo Tetradiales Okulitch	12
  13. Ordo Thoreales K.M.Müller, Sheath, A.R.Sherwood & Pueschel	15
5. Subclassis Rhodymeniophycidae G.W.Saunders & Hommersand	5,235
  1. Ordo Acrosymphytales R.D.Withall & G.W.Saunders	16
  2. Ordo Atractophorales Maggs, L.Le Gall, Filloramo & G.W.Saunders	2
  3. Ordo Bonnemaisoniales Feldmann & G.Feldmann	32
  4. Ordo Catenellopsidales K.R.Dixon, Filloramo & G.W.Saunders	1
  5. Ordo Ceramiales Nägeli	2,669
  6. Ordo Gelidiales Kylin	238
  7. Ordo Gigartinales F.Schmitz	962
  8. Ordo Gracilariales Fredericq & Hommersand	238
  9. Ordo Halymeniales G.W.Saunders & Kraft	362
  10. Ordo Inkyuleeales Díaz-Tapia & Maggs	3
  11. Ordo Nemastomatales Kylin	65
  12. Ordo Peyssonneliales Krayesky, Fredericq & J.N.Norris	147
  13. Ordo Plocamiales G.W.Saunders & Kraft	75
  14. Ordo Rhodymeniales Nägeli	405
  15. Ordo Sebdeniales Withall & G.W.Saunders	20
6. Ordo Florideophyceae incertae sedis 30
  1. Familia Florideophyceae incertae sedis 28
  2. Familia Pustulariaceae Vologdin 2